# موتياه موراليثاران

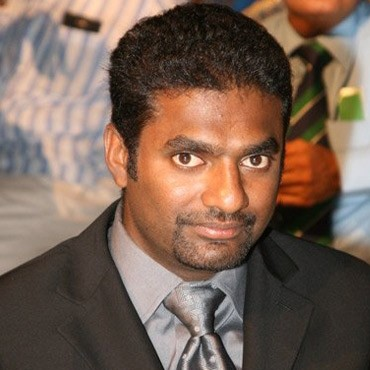

موتياه موراليثاران (Muttiah Muralitharan) (؛ (ويُكتب أيضًا Muralidaran؛ وُلد 17 April 1972)، والمعروف عادةً باسم مورالي (Murali)، هو لاعب كريكت سريلانكي سابق. صُنف موراليثان في ويسدن ألماناك (Wisden Cricketers' Almanack) عام 2002 كأعظم لاعب كريكت رامي في مباريات الكريكت التجريبية (Test match) على الإطلاق. واعتزل موراليثاران الكريكت في 2010، بعد أن أحرز رمية المرمى رقم 800، والأخيرة، خلال مسيرته المهنية في 22 يوليو 2010، في آخر مباراة روكيت تجريبية شارك فيها.
في 5 February 2009، استطاع موراليثان أن يحقق رقمًا قياسيًا، وتمكن من التقاط رمية من جاوتاوم جامبهير (Gautam Gambhir)، وأحرز رمية مرمى، محطمًا بذلك الرقم القياسي الذي حققه وسيم أكرم (Wasim Akram) في ODI، وهو 501 رمية مرمى. كما سجل موراليثاران إنجازًا آخر، وأصبح أعظم آخذ رميات مرمى في مباريات الكريكت التجريبية، بعد أن تخطى حامل اللقب السابق؛ شين وارن (Shane Warne) عام 3 December2007. وكان موراليثاران قد حمل ذلك اللقب قبل تلك المرة، في 2004، عندما تخطى الرقم القياسي الذي حققه كورتني والش (Courtney Walsh)، وهو 519 رمية مرمى. ولكن، أُصيب موراليثاران في كتفه في نفس العام، واستطاع وارن أن ينتزع منه اللقب.
اعتاد موراليثاران أن يحرز حوالي ست رميات مرمى في كل مباراة تجريبية، مما يجعله أحد أعظم اللاعبين رماة الكرة في تاريخ الكريكت. وبالإضافة إلى ذلك، احتل موراليثاران المركز الأول في تصنيفات المجلس الدولي للكريكت كأفضل لاعب رام في المباريات التجريبية، وذلك لتحقيقه رقمًا قياسيًا، في 1771 يومًا، لعب خلالها 214 مباراة تجريبية.
كانت مسيرة موراليثاران المهنية دائمًا محل تساؤلات، فعلى سبيل المثال، أثار نشاط الرمي لدي موراليثاران العديد من الشكوك في مناسبات مختلفة، عند المسؤولين والحكام في مجتمع الكريكت. ولذا، قام المجلس الدولي للكريكت بإجراء الاختبار البيوميكانيكي لموراليثاران في ظروف محاكية لظروف اللعب، ولكن تمت تبرئته مرتين؛ الأولى في 1996، والأخرى في 1999. و في 2004، تولى اللاعب الأسترالي السابق، بروس ياردلي (Bruce Yardley)، والذي كان أيضًا لاعب كرات عرضية، مهمة التأكد من أن موراليثاران قد أحرز كل الرميات بنفس القوة التي يتعين عليه استخدامها في المباريات. وفي تلك الفترة، لم يكن موراليثاران قد بدأ في استخدام أسلوب الرمية الثانية (the doosra) بعد. إن شرعية استخدام موراليثاران للرمية الثانية أصبحت مثارًا للجدل في 2004، بعدما ثبت أن تلك الرمية تتخطى حد تمديد الكوع المسموح به من المجلس الدولي للكريكت. فهذه الرمية تتطلب تمديد الكوع تسع درجات، في حين أن الحد المسموح به آنذاك هو خمس درجات فقط لكل اللاعبين. ولكن استنادًا إلى الدراسات الرسمية التي أُجريت على أساليب الرمي عند العديد من اللاعبين، ثبت أن 99% من اللاعبين رماة الكرة يتعدون حد تمديد الكوع، ولذا اضطر المجلس الأعلى للكريكت إلى تغيير الحد المسموح به لكل اللاعبين.
وفي فبراير 2009، لمح موراليثاران إلى أنه قد يعتزل بعد كأس انتهاء كأس العالم للكريكت 2011 (2011 World Cup)، بعد أن أصبح أعظم آخذ رميات مرمى في تاريخ لعبة الكريكت بشكليها. وعلق على ذلك قائلًا، «أعتقد أنني مازلت مؤهلاً جسديًا وذهنيًا للعب، ومازلت أستمتع باللعبة، وأود أن ألعب المزيد من المباريات. ولكن، بعد أن ينتهي كأس العالم القادم، لن يكون أمامي ما أحققه بعد ذلك في هذه اللعبة. يجب أن يكون كأس العالم هذه المرة هو آخر خطوة في مسيرتي المهنية.» أعلن موراليثاران اعتزاله الكريكت بعد أول مباراة تجريبية ضد الهند في جالي (Galle)، والتي بدأت في 18 July 2010. وخلال هذه المباراة، استطاع موراليثاران أن يحرز 8 رميات مرمى، ليكون بذلك أول لاعب يتخطى ال 800 رمية مرمى في مباريات الكريكت التجريبية، ويحطم الرقم القياسي الذي حققه براجيان أوجها (Pragyan Ojha).

## روابط خارجية
- موتياه موراليثاران على موقع إي آس بي آن كريك إنفو (الإنجليزية)